# Odrodzenie (Bułgaria)
Odrodzenie (bułg. Възраждане) – nacjonalistyczna partia polityczna w Bułgarii. Została utworzona w 2014 roku. Jej liderem jest Kostadin Kostadinow. W wyborach parlamentarnych w 2023 roku zdobyła 37 mandatów. W wyborach do parlamentu europejskiego z 2024 roku osiągneła wynik 13.98% poparcia, wprowadzając 3 europosłów, a w odbywających się w tym samym czasie wyborach parlamentarnych 13.38%, zdobywając 38 mandatów.

## Zarząd partii
W skład zarządu głównego partii Odrodzenia wchodzą:
- Przewodniczący – Kostadin Kostadinow
- Zastępca przewodniczącego – Welisław Christow
- Zastępca przewodniczącego – Petar Petrow
- Zastępca przewodniczącego – Conczo Ganew
- Sekretarz – Nikołaj Drenczew